# Walenty Dec
Walenty Dec (ur. 14 lutego 1851 w Grębowie, zm. 5 czerwca 1938 w Krakowie) – polski kompozytor, organista, profesor Konserwatorium Krakowskiego i animator życia muzycznego, członek Wydziału Towarzystwa Gimnastycznego „Sokół” w Krakowie w 1889 roku.

## Życiorys
Syn Franciszka i Heleny. Pochodził z rodziny o szwedzkich korzeniach. Wychowany we Lwowie, tam też rozpoczął edukację muzyczną. Od 1873 r. prowadził chór w Teatrze im. hr. Skarbka we Lwowie. Studiował w Krakowie (od 1875 r. ?), w szkole Towarzystwa Muzycznego kompozycję i teorię u Władysława Żeleńskiego oraz grę na organach u Wincentego Richlinga. Naukę ukończył ok. 1887 r. W latach 1895–1928 w Konserwatorium Towarzystwa Muzycznego nauczał gry na organach. Był również korepetytorem chóru Opery Krakowskiej, założycielem chóru męskiego i mieszanego, członkiem Polskiego Towarzystwa Gimnastycznego „Sokół” w którym także zorganizował i prowadził chór. Był też kierownikiem Chóru im. św. Wojciecha przy Kościele św. Anny w Krakowie, prowadził Chór Drukarzy. Od 1890 do końca życia pracował jako kantor w Katedrze Królewskiej na Wawelu kierując chórem i dbając o oprawę uroczystości kościelnych. Nauczał muzyki i śpiewu w gimnazjach Św. Anny i Św. Jana. Był członkiem m.in. Polskiego Związku Pedagogów w Krakowie.
Pozostawił po sobie stosunkowo niewielki dorobek, przede wszystkim muzykę organową Preludia (najbardziej znane i cenione) i sakralną, m.in. opracowania pieśni kościelnych, polskich kolęd i pastorałek na chór męski, używane przez chóry jeszcze do niedawna i wydane drukiem przed II wojną światową. Skomponował cztery msze wielogłosowe, o zachowawczym charakterze (był jednym z wyznawców stylu palestrinowskiego, stile antico) na organy i chór, z czego tylko jedna z nich ukazała się drukiem – oparta na pieśni Bogurodzica Msza d-moll op. 16 na chór męski i organy "Missa in honorem B. Mariae Virginis Immaculatae" Op. 16, dedykowana Władysławowi Bandurskiemu (w niektórych źródłach biograficznych mylnie podana jako Es-dur, na chór a capella). Większość jego dorobku pozostała w rękopisach i jest dziś zapomniana, choć w użytku są jeszcze jego pieśni, obecne w kościelnych śpiewnikach i nadal wydawane.

## Kompozycje
- "Missa in honorem B. Mariae Virginis Immaculatae" Op. 16 na chór męski i organy
- Kolędy w opracowaniu na chór męski
- Preludia na organy